# Пабло Ескобар
Пабло Еміліо Ескобар Гавірія (ісп. Pablo Emilio Escobar Gaviria; 1 грудня 1949 — 2 грудня 1993) — колумбійський наркобарон, обирався заступником конгресмена парламенту Колумбії. Увійшов в історію як один з найбільш зухвалих злочинців XX сторіччя не лише Колумбії, але й усього світу, заробивши величезні гроші на наркобізнесі. Йому належали дорогі яхти, маєтки і вілли. 1989 року журнал «Forbes» оцінив його статки в 9 мільярдів доларів. За словами Роберто, бухгалтера Пабло, він і його брат витрачали 2500 $ за місяць тільки на купівлю гумки, щоб обертати рулони готівки, оскільки мали більше незаконних грошей, ніж вони могли б легально депозитувати в банки, тому зберігали готівку пачками банкнот в їхніх складах, щорічно списуючи 10 %, як «порчу», які погризли пацюки, коли повзали по них ночами.

## Біографія

### Політична діяльність
У злочинному світі Ескобар досяг вершини влади. Пізніше він став шукати спосіб зробити свій бізнес легальним. 1982 року висунув свою кандидатуру на виборах і в 32 роки став заступником конгресмена Конгресу Колумбії (отримав право голосувати за конгресменів під час їх відсутності).
Проникнувши в Конгрес, Ескобар мріяв стати президентом Колумбії. Разом з тим, опинившись у Боготі, він звернув увагу, що його популярність не вийшла за межі Медельїна. У Боготі про нього, природно, чули, але як про сумнівну особистість, що прокладає кокаїнову дорогу до президентського крісла. Один з найпопулярніших політиків Колумбії, основний кандидат на президентське крісло Луїс Карлос Галан першим відкрито засудив зв'язок нового конгресмена з кокаїновим бізнесом.
Через кілька днів міністр юстиції Родріго Лара Бонія розгорнув широку кампанію проти вкладення «брудних» кокаїнових грошей у передвиборчі перегони. У підсумку Пабло Ескобар у січні 1984 року був виключений з колумбійського Конгресу. Стараннями міністра юстиції його політична кар'єра завершилася раз і назавжди. Проте Ескобар не збирався тихо піти і вирішив помститися міністру. 30 квітня 1984 міністерський «Мерседес» Бонії зупинився біля світлофора на одній з найжвавіших вулиць Боготи. У цей момент під'їхав мотоцикліст і впритул з автомата зрешетив задню частину «Мерседеса», де зазвичай сидів міністр юстиції. Родріго Лара Бонія загинув на місці — вперше бандити вбили в Колумбії чиновника такого високого рангу. З цього дня терор почав поширюватися Колумбією.
Країною прокотилися масові рейди, в яких знищували хімічні лабораторії та плантації коки. Десятки учасників наркокартелів опинилися за ґратами. У відповідь на це Пабло Ескобар двічі зробив замах на шефа колумбійської секретної поліції генерала Мігеля Масу Маркеса. При другому замаху, 6 грудня 1989 року, від вибуху бомби загинули 62 особи та близько 100 отримали поранення різного ступеня тяжкості.
27 листопада 1989 роки люди Пабло Ескобара підклали бомбу в пасажирський літак Boeing 727 колумбійської авіакомпанії «Avianca», на борту якого перебували 101 пасажир і 6 членів екіпажу. Через п'ять хвилин після зльоту авіалайнера на його борту пролунав потужний вибух. Літак розвалився навпіл, загорівся і впав на довколишні пагорби. Жоден з людей, які перебували на борту, не вижив, крім того, три особи на землі були вбиті уламками літака.
До початку 1990-х років Пабло Ескобар вважався одним з найбагатших людей планети. Його статок оцінювався щонайменше в 30 мільярдів доларів. Він очолював список найбільш розшукуваних наркоторговців США. За його п'ятами незмінно слідував елітний спецпідрозділ, який ставив перед собою завдання за всяку ціну піймати або знищити Пабло Ескобара.

### Переслідування та арешт
Після втечі з в'язниці для Ескобара настали скрутні часи. Його друзі почали залишати його. Основною помилкою Ескобара було те, що він не міг критично оцінити ситуацію, що склалася. Пабло вважав себе фігурою значнішою, ніж це було насправді. Він продовжував володіти величезними фінансовими можливостями, але реальної влади у нього вже не було. Єдиним способом для Ескобара хоч якось виправити становище була спроба відновити угоду з урядом. Ескобар кілька разів намагався знову укласти угоду з правосуддям, проте президент Сезар Гавірія, як і уряд США, вважали, що цього разу не варто вступати в які-небудь перемовини з наркобароном. Було прийняте рішення переслідувати його, і за можливості, під час арешту ліквідувати.
30 січня 1993 року люди Пабло Ескобара підклали потужну бомбу в автомобіль біля книгарні на одній з багатолюдних вулиць Боготи. Вибух стався тоді, коли там було багато людей, переважно це були батьки зі своїми дітьми. Внаслідок цього теракту загинула 21 особа та більше 70 отримали тяжкі каліцтва.
З Медельїнським картелем вів боротьбу і наркокартель Калі, що конкурував з ним. Крім того, група колумбійських громадян створила організацію «Лос Пепес», абревіатура якої означала «Люди, постраждалі від Пабло Ескобара». До неї увійшли колумбійські громадяни, чиї родичі загинули з вини Ескобара.
Після теракту учасники «Лос Пепес» підірвали бомби перед будинком Пабло Ескобара. Маєток, що належав його матері, вигорів ущент. «Лос Пепес» стали тероризувати та полювати на тих, хто хоч якось був пов'язаний з ним або його кокаїновим бізнесом. За короткий час «Лос Пепес» завдали істотної шкоди кокаїновій імперії Ескобара. Вони вбили безліч його людей, переслідували його родину, спалили його маєтки. Тепер Ескобар серйозно хвилювався за свою сім'ю. Якби його сім'я була за межами Колумбії, він міг би оголосити тотальну війну уряду та своїм ворогам. Ескобар хотів вивезти свою сім'ю в Німеччину, але після переговорів уряду Колумбії та спецслужб США з урядом Німеччини родині Ескобара відмовили у в'їзді в країну та літак повернули назад до Колумбії, де уряд поселив їх в одному з готелів.

### Кінець кар'єри та загибель

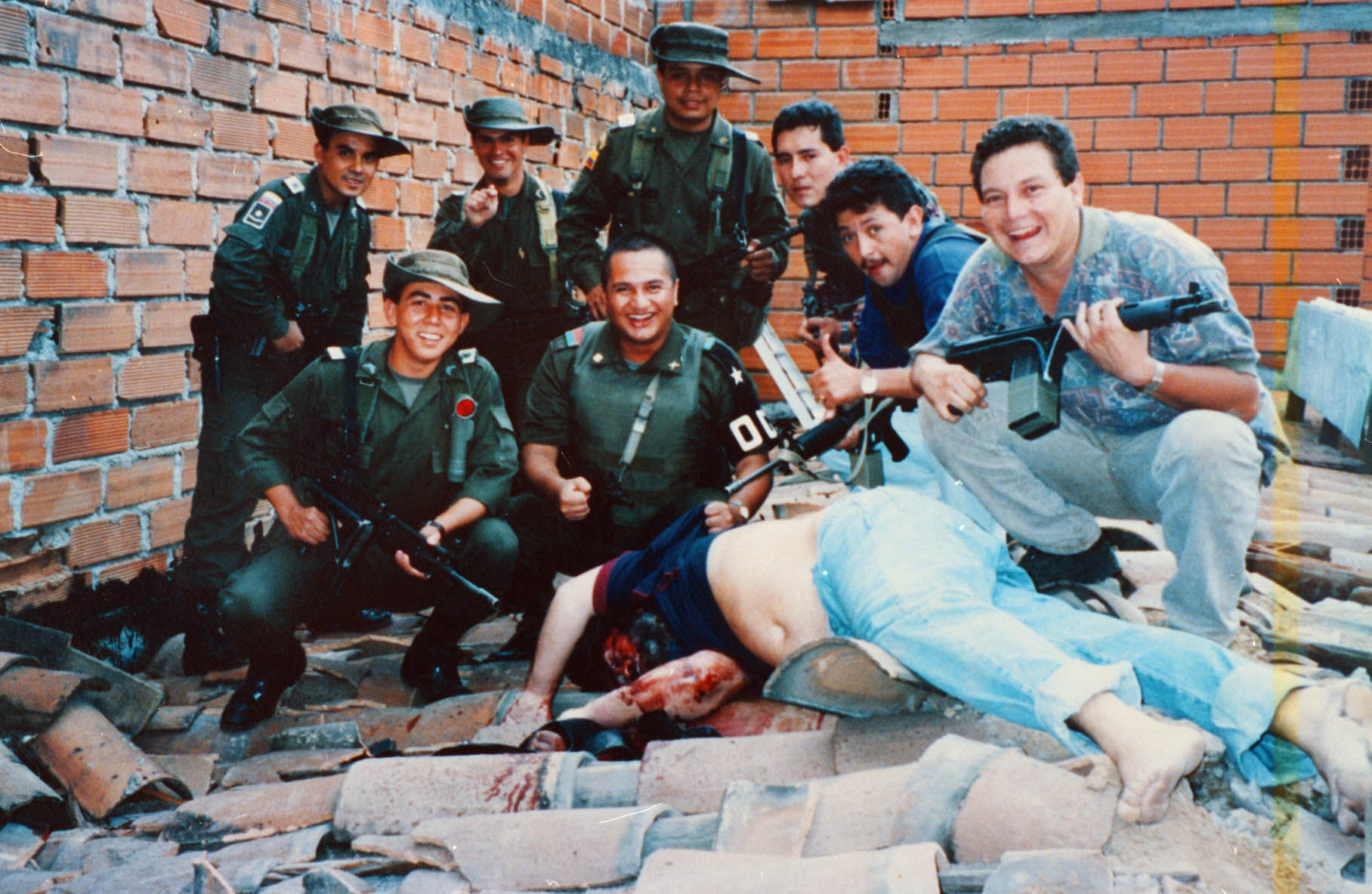
Колумбійські поліцейські біля трупа Ескобара.

Восени 1993 року Медельїнський кокаїновий картель почав розпадатися, але наркобарона більше турбувала його родина. Ескобар вже більше року не бачив ні дружину, ні дітей. 1 грудня 1993 Пабло Ескобару виповнилося 44 роки. Він знав, що за ним ведеться постійне стеження, тому намагався говорити телефоном максимально коротко, щоб дзвінок не зареєстрували агенти АНБ.
Наступного дня після свого дня народження, 2 грудня 1993 року, Ескобар подзвонив своїй родині. Цього дзвінка агенти АНБ чекали багато годин: розмовляючи зі своїм сином Хуаном, Ескобар залишався на лінії близько 5 хвилин. Після цього його засікли в медельїнському кварталі Лос Олібос. Незабаром будинок, в якому переховувався наркобарон, був з усіх боків оточений спеціальними агентами. Спецпризначенці вибили двері та вдерлися всередину. У цей момент охоронець Ескобара Ель Лимон відкрив вогонь по поліцейських, які намагалися штурмом взяти будинок. Ель Лимон був поранений і впав на землю. Одразу після цього, з пістолетом у руках, з цього вікна виглянув сам Пабло Ескобар. Він відкрив безладну стрілянину в усі боки, потім виліз у вікно та спробував втекти від своїх переслідувачів через дах. Снайпер, що був на даху сусіднього будинку, поранив Ескобара пострілом у ногу, і той упав. Наступна куля влучила Ескобару в спину, після чого снайпер підійшов до Ескобара та зробив контрольний постріл у голову.

## Пам'ять
- У відеогрі Grand Theft Auto: Vice City його іменем названо аеропорт.
- Лідер української рок-групи «Bredor» Ескобар взяв собі псевдонім на честь Пабло Ескобара. Завдяки групі «Bredor» в Інтернеті з‘явився такий популярний жарт, як Аксіома Ескобара.
- На початку 2011 року в місті Харкові на вулиці Пушкінській (нині Григорія Сковороди) з'явилися білборди з зображенням Пабло Ескобара та надписом «З новим роком, харків'яни!». Автори білборду залишились невідомими, за однією з версій, таким чином мешканцям Харкова натякнули на пристрасть керівництва міста до наркотиків.[4]
- Зображення Ескобара було використане з документального фільму National Geographic «Критична ситуація. Полювання на Пабло Ескобара» 2007 року.
- 2015 року компанія Netflix випустила серіал Нарки, який базується на останніх роках життя Пабло Ескобара.
- 2017 року вийшов іспанський фільм «Ескобар»
- Історія Волтера Вайта із серіалу Пуститися берега була частково списана з історії Пабло Ескобара. Серіал став одним із найпопулярніших в США і світі.

## Сім'я
Вдова і діти Ескобара переїхали до Аргентини, а його брат майже повністю осліп на праве око після того, як йому в камеру надіслали лист-бомбу.

## Цікаві факти
Син наркобарона Себастьян Маррокін розповів, що якось, вчергове ховаючись від урядових агентів, Ескобар разом з сином і дочкою опинився у високогірному укритті. Ніч видалася вкрай холодною і, намагаючись обігріти дочку і приготувати їжу, Ескобар спалив близько 2 млн доларів готівкою.